# .coop
.coop je generička internetska domena. Dodjeljuje se isključivo kooperativnim organizacijama i organizacijama koje promoviraju i podržavaju kooperacije. U upotrebi je od 30. siječnja 2002. godine.
Sponzor domene je DotCooperation LLC (također poznata i kao dotCoop)

## Vanjske poveznice
- Popis najviših domena, na iana.org
- www.coop